# إفرايم بن الزعفران
إفرايم بن الزعفران (بالإنجليزية: Ephraim ibn al-Za'faran)‏ طبيب يهودي عاش في القاهرة في القرن الحادي عشر. وقد اشتهر بمكتبته الواسعة من النصوص الطبية وغيرها من النصوص العلمية، وعين في وقت ما طبيب محكمة للخليفة الفاطمي المستنصر بالله، وتوفي إفرايم حوالي 1068 م.